# Ecphylus flavisomus
Ecphylus flavisomus är en stekelart som beskrevs av Marsh 2002. Ecphylus flavisomus ingår i släktet Ecphylus och familjen bracksteklar. Inga underarter finns listade i Catalogue of Life.